# Screaming Fields of Sonic Love
Pour les articles homonymes, voir Screaming Fields.
Albums de Sonic Youth
Experimental Jet Set, Trash and No Star
(1994) Washing Machine
(1995)
Screaming Fields of Sonic Love est une compilation du groupe Sonic Youth, sortie en 1995 chez DGC/Geffen. Elle contient des morceaux des premiers albums du groupe, sortis dans les années 1980. Il existe deux versions promotionnelles dont les morceaux sont différents, et une compilation de vidéos, creaming Fields of Sonic Love.

## Liste des titres

### Version commerciale
1. Teen Age Riot
2. Eric's Trip
3. Candle
4. Into the Groove(y)
5. G-Force
6. Beauty Lies in the Eye
7. Kotton Krown
8. Shadow of a Doubt
9. Expressway to yr Skull
10. Starpower
11. Death Valley '69
12. Halloween
13. Flower
14. Inhuman
15. Making the Nature Scene
16. Brother James
17. I Dreamed I Dream

Notes :
- Les morceaux 1–3 sont tirés de l'album Daydream Nation
- Les morceaux 4–5 sont tirés de l'album The White(y) Album
- Les morceaux 6–7 sont tirés de l'album Sister
- Les morceaux 8–10 sont tirés de l'album EVOL
- Les morceaux 11–13 sont tirés de l'album Bad Moon Rising
- Les morceaux 14–15 sont tirés de l'album Confusion Is Sex
- Le morceau 16 est tiré de l'EP Kill yr Idols, contenu dans Confusion Is Sex
- Le morceau 17 est tiré de l'album Sonic Youth

#### Composition du groupe
- Kim Gordon - basse, chant
- Thurston Moore - guitare, chant
- Lee Ranaldo - guitare, chant
- Steve Shelley - batterie sur les morceaux 1 à 10
- Bob Bert - batterie sur les morceaux 11 à 13, 15 et 16
- Jim Sclavunos - batterie sur le morceau 14
- Richard Edson - batterie sur le morceau 17

### Version promotionnelle 1
1. Teen Age Riot (Edit)
2. Kissability
3. Eric's Trip
4. Candle (Edit)
5. Into the Groove(y)
6. Macbeth
7. Beauty Lies in the Eye
8. Kotton Krown
9. Shadow of a Doubt
10. Expressway to yr Skull
11. Starpower
12. Death Valley '69
13. Halloween
14. Inhuman
15. Making the Nature Scene
16. I Dreamed I Dream
17. Doctor's Orders (Alternate Version)

Notes :
- Les morceaux 1–4 sont tirés de l'album Daydream Nation
- Les morceaux 5–6 sont tirés de l'album The White(y) Album
- Les morceaux 7–8 sont tirés de l'album Sister
- Les morceaux 9–11 sont tirés de l'album EVOL
- Les morceaux 12–13 sont tirés de l'album Bad Moon Rising
- Les morceaux 14–15 sont tirés de l'album Confusion Is Sex
- Le morceau 16 est tiré de l'album Sonic Youth
- Le morceau 17 est une version alternative d'un morceau tiré de l'album Experimental Jet Set, Trash and No Star

#### Composition du groupe
- Kim Gordon – basse, chant
- Thurston Moore – guitare, chant
- Lee Ranaldo – guitare, chant
- Steve Shelley – batterie sur les morceaux 1–11, 17
- Bob Bert – batterie sur les morceaux 12, 13 et 15
- Jim Sclavunos – batterie sur le morceau 14
- Richard Edson – batterie sur le morceau 16

### Version promotionnelle 2
1. Teen Age Riot (Edit)
2. Kissability
3. Eric's Trip
4. Candle (Edit)
5. Into the Groove(y)
6. Macbeth
7. Beauty Lies in the Eye
8. Kotton Krown
9. Shadow of a Doubt
10. Expressway to yr Skull
11. Starpower
12. Death Valley '69
13. Halloween
14. Inhuman
15. Making the Nature Scene
16. Brother James
17. I Dreamed I Dream

Notes :
- Les morceaux 1–4 sont tirés de l'album Daydream Nation
- Les morceaux 5–6 sont tirés de l'album The White(y) Album
- Les morceaux 7–8 sont tirés de l'album Sister
- Les morceaux 9–11 sont tirés de l'album EVOL
- Les morceaux 12–13 sont tirés de l'album Bad Moon Rising
- Les morceaux 14–15 sont tirés de l'album Confusion Is Sex
- Le morceau 16 est tiré de l'EP Kill Yr Idols, contenu dans Confusion Is Sex
- Le morceau 17 est tiré de l'album Sonic Youth

#### Composition du groupe
- Kim Gordon – basse, chant
- Thurston Moore – guitare, chant
- Lee Ranaldo – guitare, chant
- Steve Shelley – batterie sur les morceaux 1 à 11
- Bob Bert – batterie sur les morceaux 12 à 14
- Jim Sclavunos – batterie sur les morceaux 15 et 16
- Richard Edson – batterie sur le morceau 17